# ぼくはクラレンス!
『ぼくはクラレンス!』（Clarence）はアメリカのコメディアニメ。カートゥーン ネットワークのオリジナル作品である。アリゾナ州の町アバーデールを舞台に、ユニークでポジティブな少年クラレンスの日常を描く。2014年2月17日よりカートゥーンネットワークで放送されている。日本においては2015年3月8日にカートゥーン ネットワークにて放送開始。
原作者はスカイラー・デール・ページ氏であるが、2014年に女性に性的暴行を加えた影響で解雇され、その後は原作者なしで2018年までショーが制作され続けた。2021年に公の場でこの事実を正式に認め、謝罪した。

## 登場人物

### メインキャラクター
クラレンス(Clarence Wendell)
声  - Skyler Page / Spencer Rothbell / 日本語版 - 佐藤せつじ
本作の主人公である、小太りの少年。自由奔放な性格。
ジェフ(Jeffrey "Jeff" Randell)
声  - Sean Giambrone / 日本語版 - 丸山有香
クラレンスの友達である、四角い顔の少年。生真面目だが神経質で臆病。
スーモ(Ryan "Sumo" Sumozski)
声  - トム・ケニー / 日本語版 - 佐藤せつじ
クラレンスの友達。ワイルドそうな見た目と言動が特徴だが、冷静な一面もある。
メアリー(Mary Wendell)
声  - Katie Crown / 日本語版 - 長尾明希
クラレンスの母親。職業は美容師。
チャド(Chad)
声  -  / 日本語版 - 綿貫竜之介
メアリーの恋人。クラレンスの父親ではない。クラレンスの家に滞在している。

### アバーデール小学校
ベイカー先生(Ms. Melanie Baker)
声  - Katie Crown / 日本語版 - 渡辺広子
アバーデール小学校の教員。クラレンスの担任。32歳。
ベルソン(Belson Noles)
声  - ロジャー・クレイグ・スミス / 日本語版 - 落合弘治
クラレンスのクラスメイト。裕福な家庭に育ったゲーム好きの少年。
パーシー(Percy)
声  - ロジャー・クレイグ・スミス / 日本語版 - 烏丸祐一
クラレンスの友達。ベルソンと一緒に行動することも多い。
チェルシー(Chelsea Keezheekoni)
声  - Grace Kaufman / 日本語版 - 鵜殿麻由
クラレンスのクラスメイト。活発な少女。
ブリーン(Breehn)
声  - ジョシュア・ラッシュ / 日本語版 - 西島麻紘
クラレンスのクラスメイト。優等生ながら控えめな性格。ピーナッツアレルギー。
ギルベン(Gilben)
クラレンスのクラスメイト。あまり動く事がないが、たまに動いたりまばたきしている。
リーズ先生
声  -  / 日本語版 - 綿貫竜之介
アバーデール小学校の教員。補習授業などを担当している。
シュープ先生
声  -  / 日本語版 - 西島麻紘
アバーデール小学校の教員。
校長先生
声  -  / 日本語版 - 落合弘治
アバーデール小学校の校長。
ダスティン
声  -  / 日本語版 - 長尾明希
ネイサン

キンビー
声  -  / 日本語版 - 青木紀子
マレシカ
声  -  / 日本語版 - 鵜殿麻由
コートリン
声  -  / 日本語版 - 大原桃子
ブレイディー
声  -  / 日本語版 - 大原桃子
メイビス
声  -  / 日本語版 - 鵜殿麻由
エミリオ

ブライド

ガイラー

カムデン
声  -  / 日本語版 - 半田裕典
アシュリー
声  -  / 日本語版 - うえだ星子
クラレンスの初恋の相手。
エイミー (Amy Gillis)
声  - Ava Acres / 日本語版 - 川上千尋

### 主要人物の家族・親類など
メル
声  -  / 日本語版 - 蜂須賀智隆
スーモの父親。
EJ
声  -  / 日本語版 - 岡田恵
ジェフの母親。
スー
声  -  / 日本語版 - 鵜殿麻由
ジェフのもうひとりの母親。
シンシア
声  -  / 日本語版 - 堀越真己
ベルソンの母親。
ディリス
声  -  / 日本語版 - うえだ星子
メアリーの母親。

### その他
ジョシュア(Joshua/Josh)
声  -  / 日本語版 - 烏丸祐一
クラレンスが訪れたスーパーマーケットの店員。以後、登場するたびにスーモにひっかかれる、ヤギに耳を噛まれる、フォークが右目に刺さる、電車に腕を轢かれるなど、クラレンスが引き起こす騒動に巻き込まれて悲惨な目に合う。後に眼帯を付けて片腕にフックを装着した太った体格になる。
バッキー・オニール
声  -  / 日本語版 - 白熊寛嗣
ラフ・ライダーズ・チキンのマスコットキャラクター。
ケイト
声  -  / 日本語版 - 大原桃子
マラケヴィン
声  -  / 日本語版 - 西島麻紘
クラレンス達の１ドル探しゲームに参加した少年。
マーダーバーガー
声  -  / 日本語版 - 大原桃子
メアリー達のブッククラブに参加していた婦人。
ルシーン
声  -  / 日本語版 - 西島麻紘
ゴミ回収業者の女性。
ランディー
声  -  / 日本語版 - 烏丸祐一
新聞配達の青年。
ティニア
声  -  / 日本語版 - 青木紀子
病院でクラレンスと出会った幼い女の子。
ラリー
声  -  / 日本語版 - 玉野井直樹
ベイカー先生のブラインドデートの相手。本名クラレンス。
老人
声  -  / 日本語版 - 北田理道
病院や公園などにいる老人。
ハンク
声  -  / 日本語版 - 駒谷昌男
ベルソンの家の近所に住む男。
クーター
声  -  / 日本語版 - 長尾明希
オレンジ色の髪の不良少年。
シーバス
声  -  / 日本語版 - うえだ星子
黒髪の不良少年。
カムデンの父
声  -  / 日本語版 - 多田野曜平
バランス
声  -  / 日本語版 - 間宮康弘
クラレンス達のクラスに来た転校生。

## スタッフ

### 〈日本語版スタッフ〉
- プロデューサー - 鮎貝義家、村杉奈穂（カートゥーン ネットワーク）
- 吹替翻訳 - 古市暁子
- 吹替演出 - 久保宗一郎
- 録音制作 - （株）東北新社

## エピソード

### シーズン一覧
| シーズン | シーズン | 話数 | 話数 | 放送期間      | 放送期間       | 初回放送      | 最終回放送   |
| シーズン | シーズン | 話数 | 話数 | 初回放送      | 最終回放送     | 初回放送      | 最終回放送   |
| -------- | -------- | ---- | ---- | ------------- | -------------- | ------------- | ------------ |
|          | 1        | 51   | 51   | 2014年4月14日 | 2015年10月27日 | 2015年3月8日  | 2016年8月7日 |
|          | 2        | 39   | 39   | 2016年1月18日 | 2017年2月3日   | 2016年8月14日 | TBA          |
|          | 3        | 40   | 40   | 2017年2月10日 | 2018年6月24日  | 2018年4月29日 | TBA          |